# Global Location Number
Die Global Location Number (GLN) ist eine Nummer aus dem GS1-System (vormals EAN-System), die die eindeutige und überschneidungsfreie Identifikation jeglicher Art von Lokation ermöglicht.
Sie wird von den GS1-Organisationen in Deutschland, Österreich und in der Schweiz vergeben und hieß früher International Location Number (ILN).

## Allgemeines
GS1 stellt ein weltweit eindeutiges Identifikationssystem zur Verfügung und hat weite Verbreitung in der Wirtschaft, um Waren, Dienstleistungen, Lokationen, Transporteinheiten etc. zu identifizieren. Die GLN kann dabei als Datenbankenschlüssel dienen, die auf lokationsspezifische Informationen, die wiederholt benötigt werden, verweisen. Der Einsatz von strukturierten weltweit eindeutigen Identifikationsnummern ermöglicht es, Eingabefehler zu reduzieren und die Effizienz zu steigern.
Jedes Unternehmen oder jede Organisation kann bei einer GS1-Mitgliedsorganisation eine sogenannte GS1-Basisnummer lizenzieren und daraus GLNs für seine Standorte und Abteilungen etc. vergeben.
Die GS1-Basisnummer ist eine eindeutige Zeichenfolge von vier bis zwölf Ziffern, die notwendig sind, um GS1-Identifikationsschlüssel zu vergeben. Die GS1-Basisnummern werden von GS1-Mitgliedsorganisationen zugewiesen. Für Deutschland ist dies GS1 Germany, für Österreich GS1 Austria, für die Schweiz GS1 Switzerland.
Die GLN besteht aus 13 Ziffern. Der Schlüssel setzt sich aus der GS1-Basisnummer, dem Lokationsbezug und der Prüfziffer zusammen. Die GS1-Basisnummer enthält zu Beginn den mehrstelligen GS1-Präfix.
| GS1 Basisnummer ───────────────›       | Lokationsbezug ‹───────────────        | Prüfziffer |
| N1 N2 N3 N4 N5 N6 N7 N8 N9 N10 N11 N12 | N1 N2 N3 N4 N5 N6 N7 N8 N9 N10 N11 N12 | N13        |

## Anwendungsbereiche der GLN
Die Global Location Number (GLN) sorgt für eine eindeutige und einzigartige Identifikation von:
1. Physischen Lokationen: Ein Standort (ein Bereich, ein Gebäude oder eine Gruppe von Gebäuden) oder ein Bereich in diesem Standort, wo etwas war, ist oder sein wird. Die Identifikation von physischen Lokationen in der Wertschöpfungskette ist essentiell für die Transparenz. Eine GLN, die einer physischen Lokation zugewiesen ist, hat immer eine gleichbleibende und identifizierbare geographische Adresse, unabhängig von den Rollen, die dieser Standort in den Geschäftsprozessen spielt.
2. Digitalen Lokationen: Eine digitale Lokation stellt eine elektronische (nicht-physische) Adresse dar, die zur Kommunikation zwischen Computern verwendet wird. Genau wie der Austausch von physischen Waren ein Geschäftsvorgang zwischen Unternehmen ist, ist der Austausch von Daten ein Geschäftsvorgang zwischen Systemen, beispielsweise die Übermittlung einer Rechnung via EDI oder E-Mail an ein Abrechnungssystem.
3. Juristischen Entitäten: Jedes Unternehmen, jede öffentliche Behörde, Abteilung, gemeinnützige Organisation, Einpersonenunternehmen, Gewerbe oder Institution, die gesetzlich anerkannt ist und auch die Befugnis hat, Verträge abzuschließen und Vereinbarungen zu unterzeichnen.
4. Funktionen: Eine organisatorische Unterabteilung oder Abteilung, die bestimmte Aufgaben, entsprechend der Zuweisung der Organisation zu erledigen hat.

### Einsatz der GLN
Die GLN kann eingesetzt werden, um eine physische Lokation, dargestellt in einem Datenträger an der entsprechenden Lokation, zu identifizieren. Physische Lokationen können zum Beispiel ein Raum, ein Tor zu einem Warenlager, ein Röntgenraum in einem Krankenhaus, oder auch ein Kontrollpunkt, sein.
Die Lokationsnummer kann sich auf die Anschrift beziehen, an die eine bestimmte Transporteinheit, die mit einem SSCC (Serial Shipping Container Code) gekennzeichnet ist, zu liefern ist. Eine Transporteinheit kann mit der GLN ihres Bestimmungsorts im Strichcode gekennzeichnet werden. Wird dieses Datenelement gescannt, können die übertragenen Daten dazu verwendet werden, die entsprechende Anschrift abzurufen und/oder die Gegenstände nach dem Bestimmungsort zu sortieren.
In Geschäftsprozessen werden die Lokationsnummern mit den Eigenschaften der Geschäftsbeziehungen verknüpft. Diese Eigenschaften sollten als Teil des Stammdatenmanagements festgelegt werden.

#### EDI
Im elektronischen Datenaustausch (Electronic Data Interchange) spielt die GLN eine Schlüsselrolle. EDI nutzt die GLN, um die beteiligten Handelspartner und physischen Lokationen zu identifizieren. Dabei wird die GLN auch eingesetzt, um EDI Mailboxen und Netzwerkadressen von Unternehmen zu identifizieren. Die im GS1 System zur Verfügung gestellten EDI Standards (EANCOM®, GS1 XML) verwenden die GLN, um die automatisierte Zustellung von Geschäftsnachrichten zu vereinfachen. 
In der deutschen Energiewirtschaft werden auch GLN Codes verwendet, meistens sind es jedoch BDEW-Codes für Strom und DVGW-Codes für Gas. Direkt erkennbar sind diese durch die ersten beiden Stellen: 99 = BDEW/Strom und 98 = DVGW/Gas. Wohin gegen GLN Codes den GS1-Präfix verwenden zB für Deutschland 400–440.

#### GDSN
In Datenpools und Netzwerken (GDSN) wird die verpflichtende Angabe der GLNs zur Identifikation aller Beteiligten, die Informationen in einen beliebigen Datenpool einstellen oder Informationen zu Produkten und Lokationen abrufen, verwendet.

#### EPCIS
Electronic Product Code Information Services (EPCIS) ist ein GS1 Standard, der ein übergreifendes Datenmodell zur Erfassung und gemeinsamen Nutzung von transparenten Daten innerhalb eines Unternehmens und entlang der gesamten Versorgungskette definiert. EPCIS Umsetzungen verwenden die GLN zur Identifikation von Lesepunkten und Objektlokationen. Ein Lesepunkt weist auf einen spezifischen Standort hin, an dem ein Ereignis stattgefunden hat und gibt damit auch den zeitweiligen Aufenthaltsort von Gegenständen/Objekten zur Zeit des Ereignisses an. Eine Objektlokation gibt den genauen Standort der Objekte nach einem bestimmten Ereignis an.

## GLN im Unternehmensregister (Österreich)
Juristischen Entitäten erhalten in Österreich von Statistik Austria seit 2012 eine GLN im Unternehmensregister (UR), dem zentralen Unternehmensserviceportal. Die GLN wurde als eindeutige Identifikation für die Daten der zuliefernden Quellregister (Ergänzungsregister, Firmenbuch, Vereinsregister, Gewerbeinformationssystem Austria etc.) eingeführt. Diese GLN kann im elektronischen Datenverkehr, für eine durchgängige elektronische Verfahrensabwicklung durch die Digitalisierung von Formularen genutzt werden. Jedes Unternehmen soll das Recht auf eine elektronische Identität im Datenverkehr und der digitalen Welt besitzen. Daten von Unternehmen, die bereits bei einer Behörde bekannt sind, können so einfach zwischen den Behörden ausgetauscht werden. Damit sollen Unternehmen bürokratisch entlastet werden.
Mit dieser GLN einer juristischen Entität können keine Hierarchien (z. B. Filialen, Standorte) gekennzeichnet werden und es kann keine weitere Identifikationsnummer (GTIN, SSCC, GRAI, …) aus dem GS1 System gebildet werden, dazu ist eine lizenzierte GS1 Basisnummer erforderlich.

## GLN im Abfallrecht (Österreich)
Die zuständigen österreichischen Behörden in der Abfallwirtschaft nutzen die GLN zur Identifikation aller beteiligten Unternehmen und deren Standorte und Anlagen. Dazu wurde auf der Grundlage des Abfallwirtschaftsgesetzes 2002 (AWG 2002) ein Register („EDM-Register“) eingerichtet. Das Elektronische Datenmanagement EDM ist ein Verbundsystem von Internetanwendungen und Datenbanken zur Unterstützung komplexer Abläufe bei umweltschutzbezogenen Dokumentations-, Melde- und Berichtspflichten.